# 묘가십이소
묘가십이소(廟街十二少: The Prince Of Temple Street)는 홍콩에서 제작된 장가준 감독의 1992년 영화이다. 유덕화 등이 주연으로 출연하였다.

## 출연

### 주연
- 유덕화
- 왕조현

### 조연
- 오맹달
- 엽덕한
- 향화강
- 증강
- 정칙사
- 황지강
- 모제스 찬